# セントビンセント・グレナディーンの軍事
セントビンセント・グレナディーンの軍事（セントビンセント・グレナディーンのぐんじ）では、セントビンセント・グレナディーンの軍事組織について述べる。
現在正規の軍は無い。王立セントビンセント・グレナディーン警察隊（おうりつセントビンセント・グレナディーンけいさつたい、Royal Saint Vincent and the Grenadines Police Force）の指揮下に、準軍事特別部隊と沿岸警備隊（えんがんけいびたい、Coast Guard）がある。
このため集団安全保障体制を確立する必要性から、地域安全保障システムに設立当初から加盟している。